# Тарасов, Алексей Петрович
Алексе́й Петро́вич Тара́сов (12 августа 1935 — 27 февраля 2019) — советский хозяйственный и политический деятель, депутат Совета Национальностей Верховного Совета СССР 7-го созыва.

## Биография
Родился в мордовской крестьянской семье. Член КПСС с 1972 года.
Образование среднее.
В 1957—1958 гг. — тракторист в Чамзинском районе Мордовской АССР.
В 1958—1961 гг. — военнослужащий Советской армии.
В 1961—1964 гг. — слесарь, кочегар, в 1964—1967 гг. — помощник машиниста вращающихся печей, в 1967—1991 гг. — машинист вращающихся печей Алексеевского цементного завода имени 50-летия СССР в Чамзинском районе Мордовской АССР.
Избирался депутатом Совета Национальностей Верховного Совета СССР 7-го созыва. Делегат XXVI съезда КПСС.
В 10-й пятилетке руководимый им коллектив машинистов увеличил выработку клинкера на 10 % за счет повышения производительности печей на 1,2 %, коэффициента использования на 1,1 %, стойкости футеровки на 44 %.
Жил в Чамзинском районе Мордовии.

## Награды
- Орден Дружбы народов